# Epitonium clementinum
Epitonium clementinum is een slakkensoort uit de familie van de Epitoniidae. De wetenschappelijke naam van de soort is voor het eerst geldig gepubliceerd in 1840 door Grateloup.